# لیکسان‌یوکی
لیکسان‌یوکی (روسی: Лендерка) یک رودخانه بین فنلاند و روسیه است که از جمهوری کارلیا در روسیه سرچشمه می‌گیرد. به دریاچه پیلینن در کارلیای شمالی در فنلاند می‌ریزد. بخش‌هایی از حوضه آن در روسیه دریاچه لکسوسرو و دریاچه تولوس در جمهوری کارلیا است. این رودخانه خود بخشی از حوضه رود نوا است.